# Ván trượt tuyết

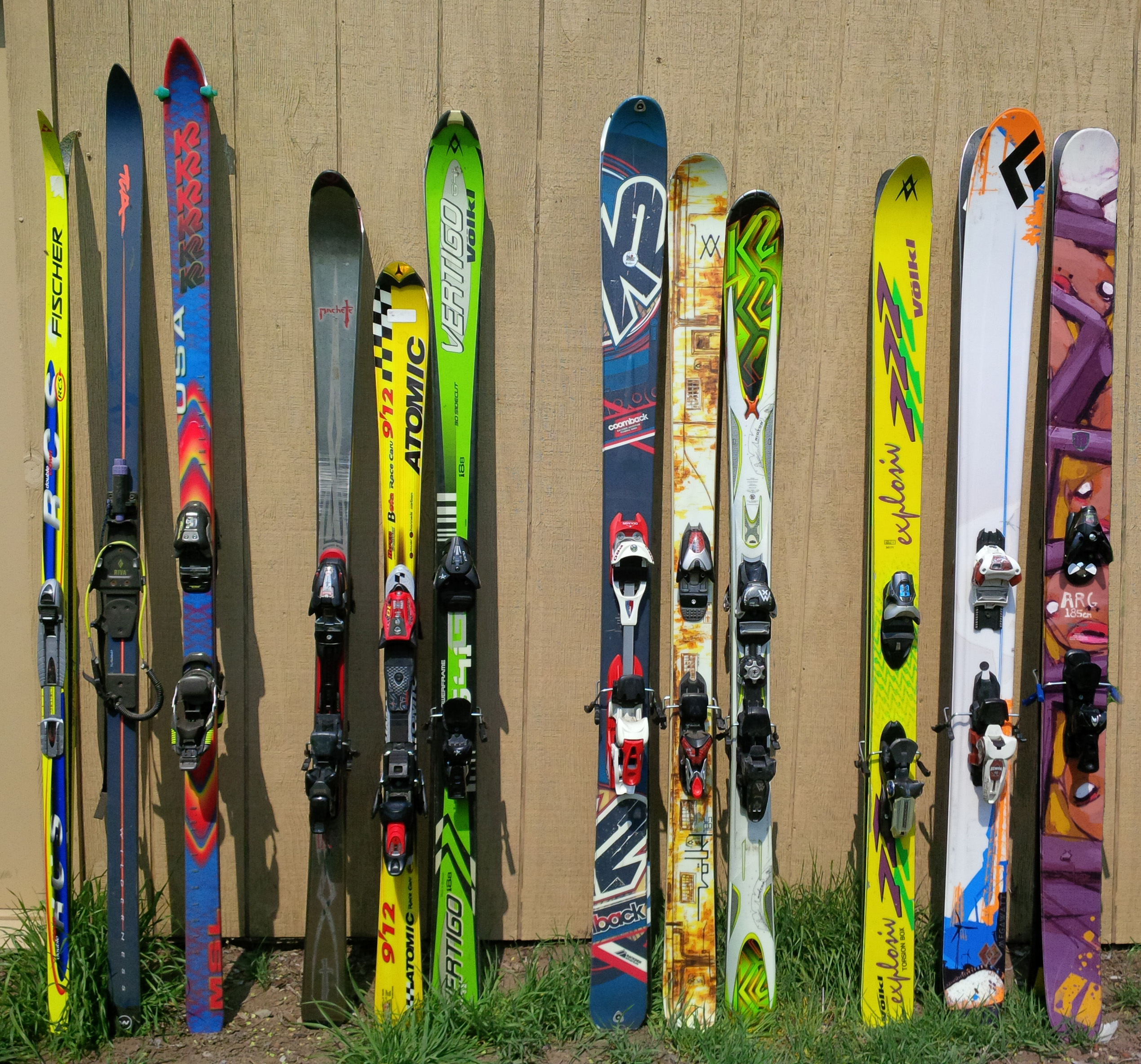
Một số loại ván trượt tuyết

Ván trượt tuyết là một tấm vật liệu nửa cứng, hẹp, được con người dùng đi dưới chân để có thể lướt trên bề mặt tuyết. Ván trượt tuyết có đặc điểm là chiều dài vượt trội so với chiều rộng, thường là một cặp gồm hai tấm, được người ta gắn vào giầy trượt tuyết, có thể là gắn chặt cố định với đế giày hoặc gắn lỏng lẻo. Các loại ván trượt xuống dốc nhiều khi có gắn thêm da trượt làm bằng da hải cẩu (ngày nay được thay bằng vật liệu tổng hợp).
Món đồ này khởi thủy chỉ là một công cụ hỗ trợ di chuyển trên tuyết song giờ đây chúng chủ yếu được sử dụng nhằm trượt tuyết để giải trí.

## Lịch sử
Ván trượt tuyết bằng gỗ lâu đời nhất là ở nước Nga (khoảng năm 6300 đến 5000 năm trước Công nguyên), ở Thụy Điển (khoảng năm 5200 TCN) và ở Na Uy (khoảng năm 3200 TCN).
Đầu thế kỷ 20, người ta chỉnh lý kỹ thuật trượt tuyết Bắc Âu (Nordic skiing) nhằm cho phép người trượt tuyết di chuyển với tốc độ cao hơn. Cải tiến trong cách thiết kế ván trượt, cách thiết kế phần gắn ván trượt vào giày cũng như sự phát minh ra thang máy trượt tuyết là những nhân tố thúc đẩy sự phát triển của môn trượt tuyết đổ dốc. Những cải tiến công nghệ khác ở Bắc Âu cũng góp phần phát triển các loại ván trượt đặc biệt dành do môn trượt băng và môn ski jumping.